# Склярусний кабінет

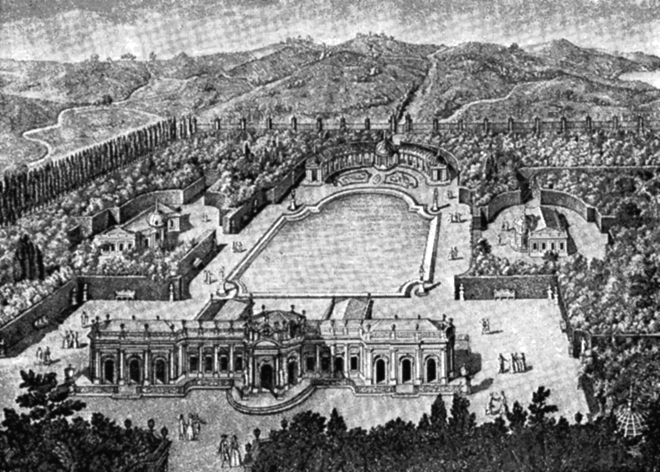
Первісний проект ансамблю.Гравюра.

 Склярусний кабінет  - відомий зразок інтер'єру доби рококо Російської імперії. Автор проекту - Антоніо Рінальді.

## Інтер'єри Китайського палацу

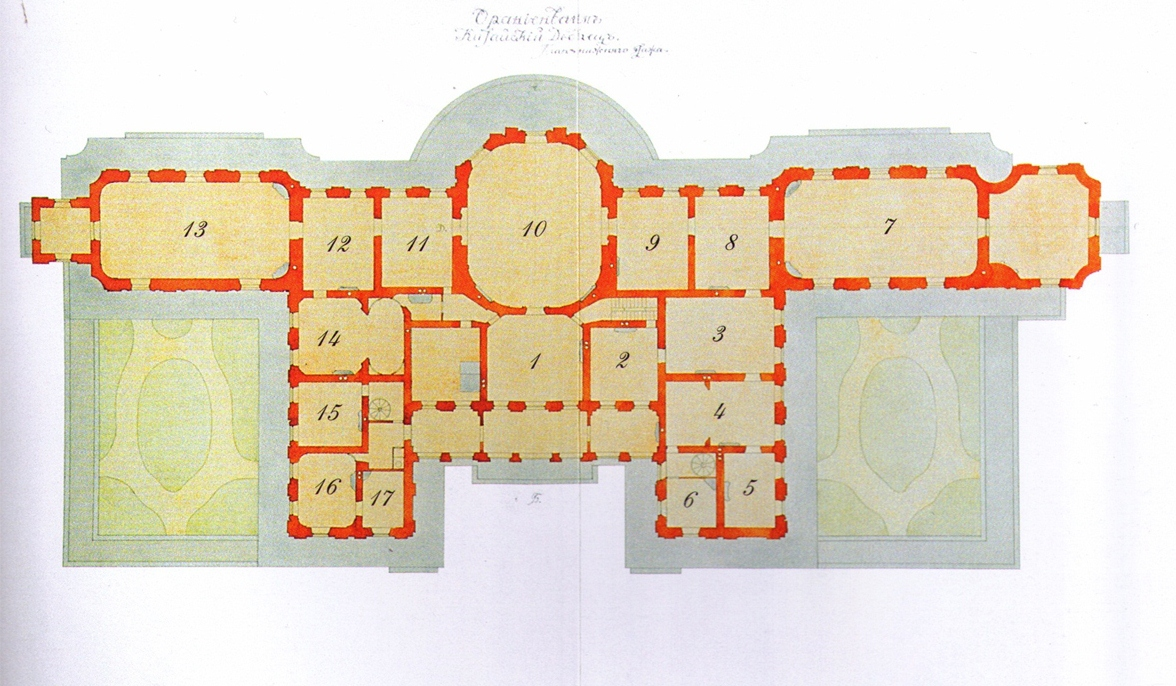
Китайський палац, план.

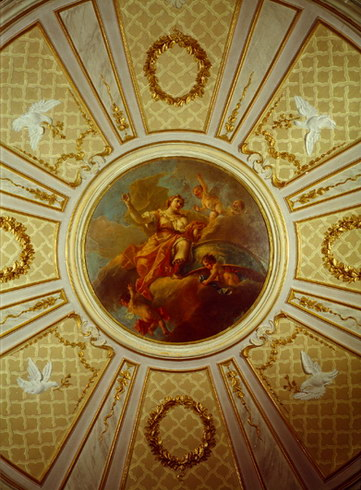
Камерюнгферська зала, плафон «Географія». худ. Гаспаро Діціані.

Палац побудували поблизу ставка поряд з перголою та двома павільйонами та наскрізною колонадою. Його первісна назва - Голландський будиночок ( саме так його називали за часів імператриці Катерини ІІ  ). Назва «Китайський палац» виникла лише у 19 столітті через наявність в споруді декількох залів, створених в стилі шинуазрі  (китайщина). Разом з оточенням  утворювався невеликий симетричний ансамбль зі ставком в центрі. Стежками ансамбль поєднувався з окремими і віддаленими будівлями Оранжереї, кавалерського корпусу і кухні ( палац власної кухні - не мав ).
Фасади палацу — досить стримані, прикрашені вікнами, неглибокими нішами та великими дверима. На північному фасаді — гранчата напівротонда та круглі вікна для кращого освітлення інтер'єру з другого ярусу.
Палац у 18 столітті був одноповерховий, другий поверх був надбудований лише у 19 столітті. Хоча довжина палацу дорівнює 79 метрів, а найбільш висока зала - 7 метрів, на сучасників  він справляв   враження  лише паркового павільйону. Його і в документах тої доби  називали «Будиночок маленький», «Будиночок, що в Верхньому саду ». З парковими павільйонами будівлю ріднило і ніжне, рожеве розфарбування з білими деталями, та масштаб спруди, споріднений зі зростом дорослої людини.
Невеликі кімнати палацу, однак,  отримали розкішне вбрання. В залі Муз стіни прикрасили фресками та мармуровою скульптурою. Стелі більшості зал мали живописні плафони, серед сюжетів яких - алегорії та уславлення вченого дозвілля, що потребує тиші, уваги та відповідних умов ( плафон «Географія» в  Камерюнгферській залі, покровителька астрономії «Уранія» в Штофній опочивальні, плафон «Геометрія» в кабінеті цесаревича, плафон «Фортифікація» в Малому Китайському кабінеті, картини «Музика », «Живопис», «Драма» в Будуарі тощо.) Частка залів робилася в контраст з сусідньою. Такими були Блакитна вітальня і Склярусний кабінет.

## Блакитна вітальня
Кімната невеличка, але декорована як справжня палацова зала - склепіння з плафоном, на стінах - живопис, паркет. Малюнок для нього створив сам Рінальні. Він нагадує килим з візерунками рослинного характеру. В центрі - вінок з квітами. Бордюри паркету нагадують гнучкі рами стелі, де розмістили плафон пензля венеційського художника Ф. Джуньо « Хронос викрадє Істину». Назва виникла через шовк блакитного кольору, яким декорували стіни. Застарілий шовк з плямами від вологи зняли у 1860-ті роки і замінили на росписи художника А. Бейдемана. Декор доповнюють картини 18 століття - 
- «Італійський пейзаж» Ф. Цукареллі
- «Нептун»
- «Амфітрита». Стримані кольори Блакитної вітальні готували глядача до яскравого вбрання Склярусного кабінету.

## Склярусні панно

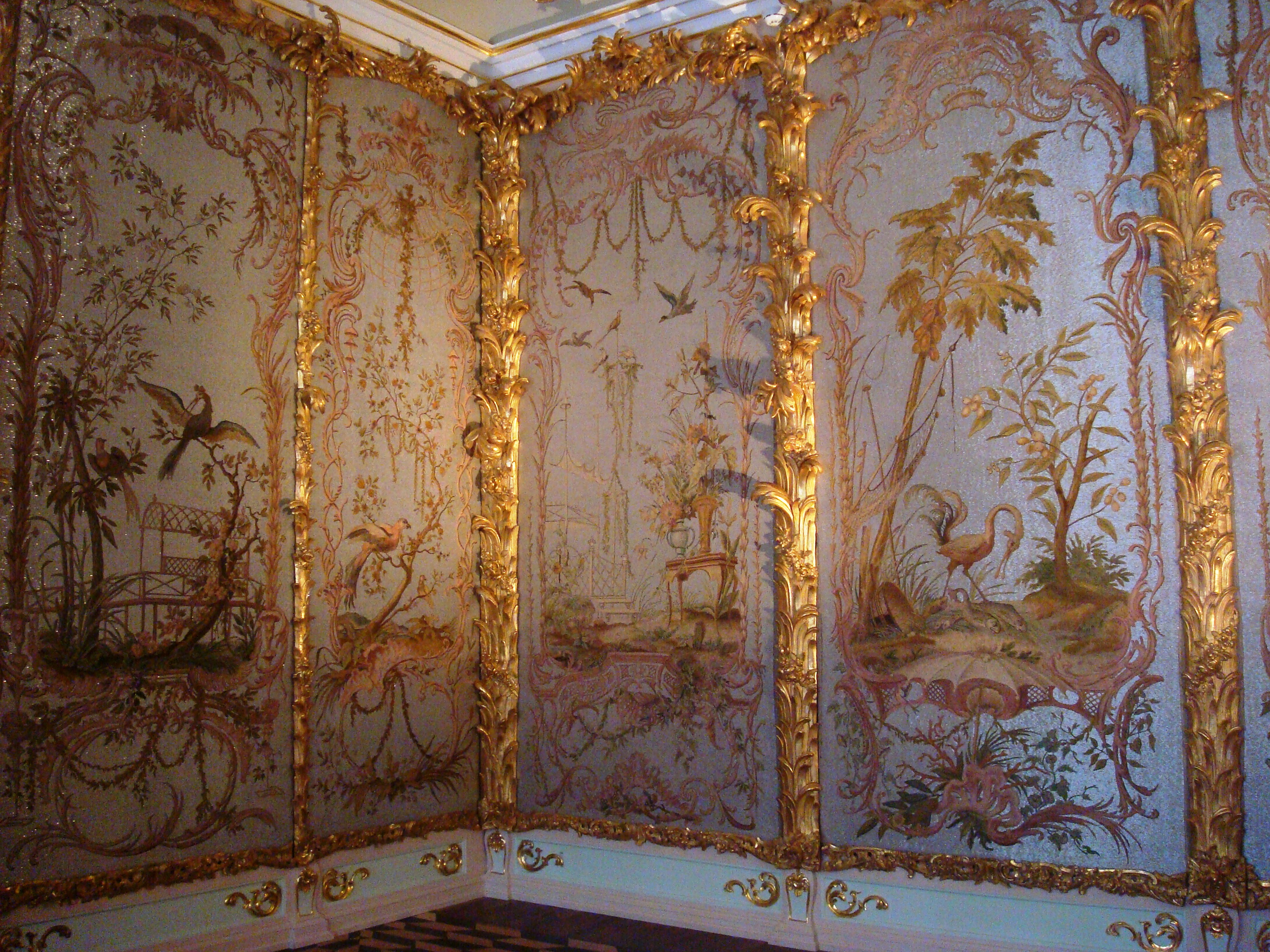
Чотири панно з десяти Склярусного кабінету.

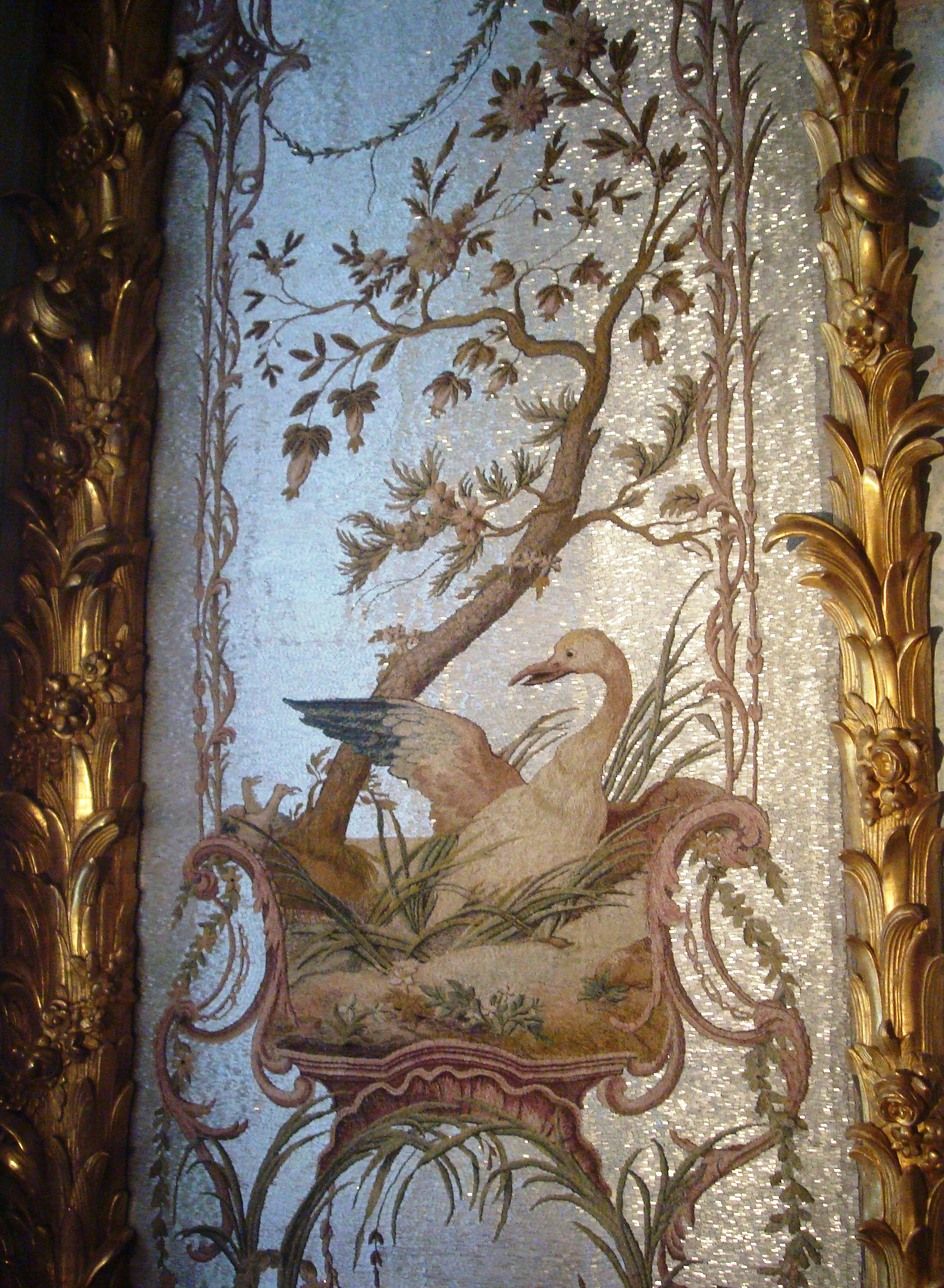
Екзотичний птах, фрагмент склярусного панно після реставрації.

Святкове, світле  враження справляв на відвідувачів Склярусний кабінет ( або Стеклярусний, Мозаїчний покой ). Стеклярус ( склярус, бісер )- кольорові скляні намистини та трубки, пришиті до основи відповідно до первісного малюнку, створеного художником. Візуальні зображення тропічних рослин, птахів і візерунків рококо створені в техніці вишивки. Комбінація кольорових ниток та мерехтливого склярусу справляла незвичне враження і через великі розміри панно - по-над три метри. Первісна назва « Мозаїчний покой » виникла через використання мозаїки для підлоги, яка нині втрачена.
Було створено 10 великих стеклярусних панно та два десюдепорти ( оздоби над дверима ). Панно прикрашені вишивками з кольорового шовку з зображенням тропічних рослин та екзотичних птахів. Усі панно відокремлені визолоченими рамами у вигляді щерехатих стовбурів дерев. Це пальми, перевиті квітами. Висота рельєфів така значна, що досягає вісімнадцяти (18) сантиметрів. В архіві знайшли і прізвища майстрів-теслярів, що робили ці рами, серед них - 
- П. Демідов
- Г. Коновалов
- І. Кузьмін
- Г. Зінов'єв
- д. Светілін
- Г. Горшков
- Я. Крашенінніков.

Висота кожного панно - 2 метри 63 сантиметри. Є різні версії щодо автору малюнків до склярусних картин - панно. Найбільш розповсюджена версія, що їхній автор - француз Жан Пільман. Панно вишивали російські майстрині під керівництвом француженки мадам де Шен. Первісна назва Склярусного кабінету - Французький покой.
Склярус має властивість мерехтіти при освітленні, як мозаїка, що підсилювало його декоративні якості. У 18 столітті і підлога кабінету була мозаїчною, пізніше замінена на дерев'яний паркет. Розкішні оздоби кабінету підсилював і плафон на стелі з алегоріями Щедрості та Заздрісті, останню жене геть Амур (венеційський художник Гаспаро Діциані).

## Реставрація
Довгий термін існування Склярусного кабінету і нетипова технологія його виготовлення зробили інтер'єр унікальним, серед яких  і Бурштинова кімната в Царському Селі. Розбиті скляні трубки довгий час не відновлювали. Ткана основа панно псувалася в умовах підвищеної вологості. Поспіх, з яким створювали Китайський палац, спонукав архітектора відмовитися від створення підвалів. Палац вибудували на твердій, штучно створеній  кам'яній терасі без підмурків, що погіршило гідроізоляційну безпеку споруди. Палац використовували лише влітку. Взимку зали не опалювали, що теж не сприяло збереженню декору. Зали палацу неодноразово ремонтували, перефарбовували стіни і знімали пошкоджені деталі. Склярусні панно не знімали, а робили невдалі спроби ремонту на місці. Кількість зайвих втручань до кінця 20 ст. настільки збільшилась, що їх чергову реставрацію вирішили проводити вже в умовах майстерень.
Цей кабінет - унікальний серед збережених інтер'єрів 18 століття. На початку 21 століття проведена реставрація склярусних панно в майстернях музею Ермітаж. Зміцнена їхня ткана основа. Для доповнення розбитих і втрачених склярусних трубок та бісеру придбані відповідні матеріали у Чехії, котра відома в Європі власним склярусним виробництвом.